# Кањон Цврцке
Кањон Цврцке налази се педесетак километара југоисточно од Бања Луке према Котор Варошу. Кањон почиње узводно од мјеста Вечићи и простире се све до горњег тока Цврцке.
Почетно мјесто на стази кањона је село Врбањци, које се налази око 8 km од Котор Вароша, на магистралној цести M-4: Бања Лука − Матузићи − Добој..
Кањон Цврцке, у ужем смислу, почиње узводно од Виленских врела (коса), чија вода се знаковито слијева, са готово окомите десне обале, у Цврцку.
Првих пар километара стазе иде се кроз село, а након удаљавања од села, стаза води кроз стијене, шуму и ријечицу Цврцкку. И тако наредних десетак километара. Та дионица уједно представља и централни дио кањона, који је изразито богат атрактивним купалиштима.
Према мишљењу туриста, за кањон важи мишљење да је прелијепо, јединствено окружење, нетакнуте природе. У категоризацији природних добара, Кањон Цврцке је Заштићени предио Републике Српске.